# 280 f.Kr.

## Händelser

### Efter plats

#### Seleukiderriket
- Antiochos gör sin äldste son Seleukos till kung i öster, men denne visar sig vara helt inkompetent.
- Antiochos tvingas sluta fred med sin fars mördare, kung Ptolemaios Keraunos av Makedonien, varvid han för tillfället överger planerna på att ta kontrollen över Makedonien och Thrakien.
- Kung Nikomedes av Bithynien hotas av en invasion av Antiochos, som redan har krigat mot hans far Zipoites. Antiochos invaderar Bithynien men drar sig tillbaka igen, utan att riskera ett fältslag.
- Antiochos lyckas inte kuva de persiska dynastier som styr i Kappadokien.
- Antiochos besegras av Egyptens kung Ptolemaios II i det damaskiska kriget.

#### Grekland
- Pyrrhus av Epiros går i allians med kung Ptolemaios Keraunos av Makedonien. Detta ger honom möjlighet att bege sig till södra Italien med sin armé.
- Det akaiska förbundet reformeras av tolv städer på norra Peloponnesos och kommer sedermera att växa till att även innefatta icke-akaiska städer. Det har två generaler, ett förbundsråd med proportionell medlemsrepresentation och årliga möten för alla fria medborgare. Förbundet antar en gemensam valuta och utrikespolitik och medlemsstäderna lägger samman sina beväpnade styrkor till en gemensam armé.
- Ön Rhodos, som upplever en uppgång i rikedom och blomstring, blir ledare för ett ö-förbund och hjälper till att upprätthålla lugn och ordning bland de grekiska öarna i Egeiska havet.
- Kolossen på Rhodos färdigställs av skulptören Chares från Lindos efter tolv års arbete. Den blir ett av den antika världens sju underverk och är en jättestaty av den grekiska guden Helios. Den är 70 kubiter (över 30 meter) hög, vilket gör den till antikens högsta staty.

#### Romerska republiken
- Som svar på en vädjan från Tarentum använder kung Pyrrhus av Epirus sin armé på över 20.000 man mot romarna. I slaget vid Herakleia besegrar han en romersk armé under konsuln Publius Valerius Laevinus befäl. Pyrrhus kloka användande av sina stridselefanter spelar en stor roll i hans seger. Flera italiska folk, inklusive lukanerna, bruttierna, samniterna och messapierna, samt även de grekiska städerna Krotone och Lokri går med på Pyrrhus sida.
- Den romerske befälhavaren och statsmannen Gaius Fabricius Luscinus skickas att förhandla fram lösesumma och utväxlandet av fångar med grekerna. Pyrrhus blir så imponerad av att Fabricius vägrar ta emot en muta, att han släpper sina fångar utan krav på någon lösesumma. Efter denna seger avancerar Pyrrhus så långt norrut som till Latium.

### Efter ämne

#### Astronomi
- Aristarchos använder storleken av jordens skugga på månen för att uppskatta månens diameter till en tredjedel av jordens; han framlägger teorin om heliocentrisk världsbild, men ignoreras på grund av brist på bevis på jordens rotation.

## Födda
- Filon från Byzantion, grekisk författare i ämnet mekanik (född omkring detta år)
- Li Si, inflytelserik premiärminister (eller kansler) under den kinesiska feodalstaten och sedermera  Qindynastin (född omkring detta år; död 208 f.Kr.)

## Avlidna
- Herophilos, grekisk läkare från Alexandria, som var en av de första att utföra offentliga dissektioner av människokroppen; ofta kallad anatomins fader (född omkring 335 f.Kr.)
- Demetrios Falereios, atensk talare, statsman och filosof, som blev framstående vid Ptolemaios I:s hov, och fick stort rykte som talare (född omkring 350 f.Kr.)